# فن بصري

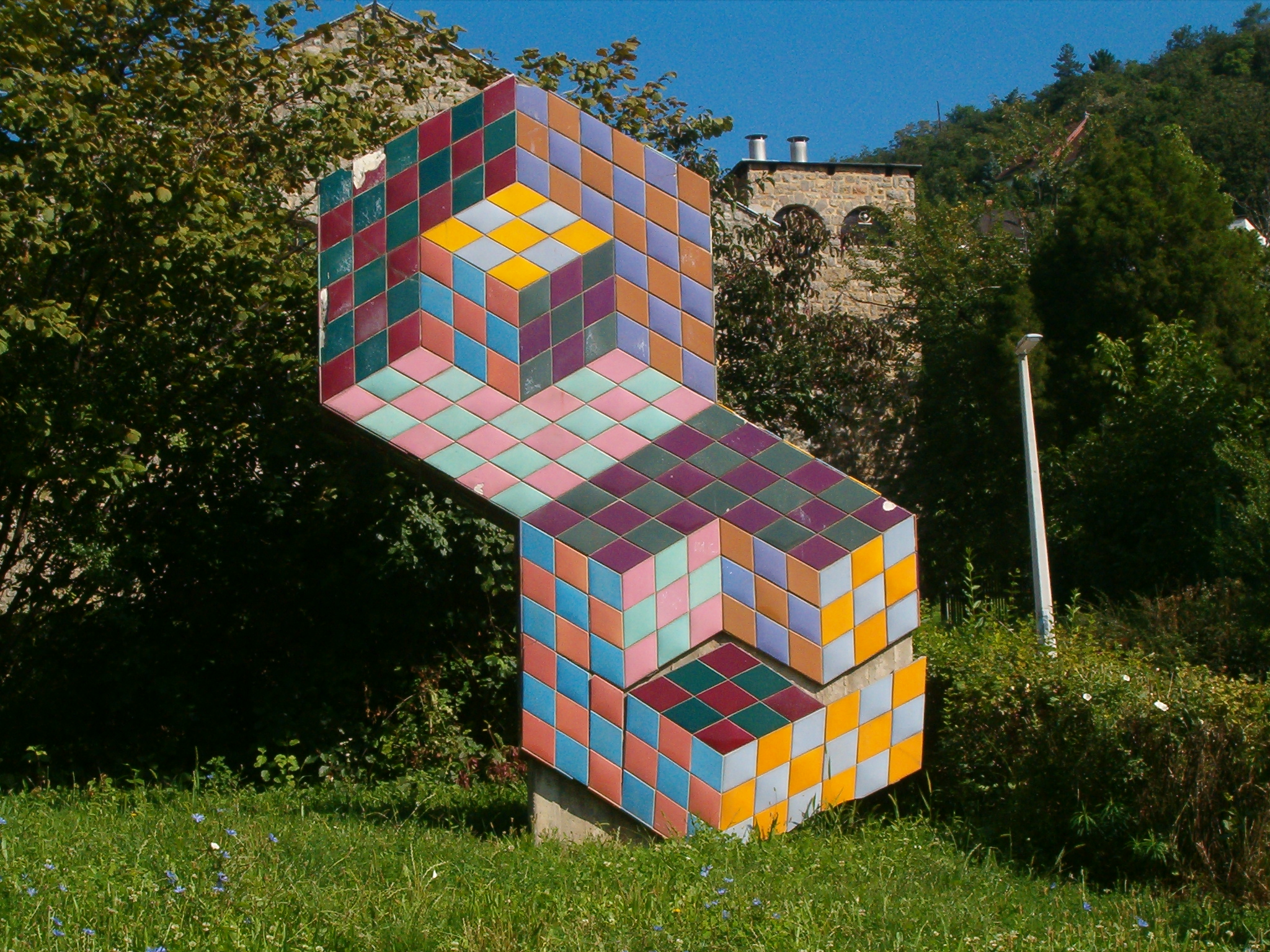
Vasarely عمل لفازارلي في خارج متحف بيكس في هنغاريا.

الفن البصري هو تيار في الفنون التشكيلية في الفن الحديث تم تسميته بالأوب آرت Op Art (اختصاراً للفن البصري)
ويظهر في ما سمّي بـ«تحريضات بصرية تجريدية» أي الأعمال التي تثير عند المشاهد رد فعل نفسي- فيزيولوجي باستعمال الفنان رسوما ذات تأثيرات متموجة تثير العين وتحيرها لتوحي بحركة تقوم على مبدأ خداع البصر اعتماداّ على تداخل الأشكال الهندسيّة والتي تكون عادة بالأبيض والأسود.
والحق أن أعمالاً على هذا المنوال مثل أعمال «تداسكي» هي وحدها التي يمكن تصنيفها بالأعمال البصرية الخالصة، في حين أنّ هذا التيّار تطوّر من الإيحاء بالحركة في اللوحة إلى الحركة الفعليّة في الفن الحركي وقد عرف باسم (L’art cinétique) الذي قد مارسه جزئياً أو مهّد له عدد من فناني الأوب آرت أو الفن البصري.
وأما حول بدايات دخول الحركة والتحريك في مجال الفنون التشكيليّة وعلاقتها بالفن البصري ومن ثم الفن الحركي فيظهر تاريخها في كلام “د. محمود أمهز”: [والحقيقة أن محاولة نقل الحركة، في العمل التشكيلي، من مجال الإيهام المنظوري إلى المجال الواقعي والفعلي قد بدأت من بداية العشرينيات، وارتبطت بالأعمال ذات الطابع الاختباري للمستقبليين وماليفيتش وبفسنر وغابو ودوشان خاصة، كما ارتبطت من جهة ثانية بأفلام الصور المتحرّكة، كأفلام والت دزني.. (….).. أما على صعيد الفنون التشكيلية فكانت الحركة أحد أبرز اهتمامات الفن اللاموضوعي، بدءاً بالحركة الدائريّة التي توهم بها «دوائر» دولوني اللونيّة منذ ما قبل العشرينيات، وحتى الحركة الآليّة والعفويّة في الفن التحركي في الخمسينات.